# Anarchizm w Polsce
Ruch anarchistyczny na ziemiach polskich pojawił się pod koniec dziewiętnastego wieku w zaborze rosyjskim i austriackim. Anarchiści działali również w II Rzeczypospolitej i w czasie II wojny światowej. W okresie Polskiej Rzeczypospolitej Ludowej ruch anarchistyczny został zmarginalizowany i zaczął odradzać się dopiero w latach osiemdziesiątych XX wieku. Od tego czasu powstało wiele grup anarchistycznych, m.in. Ruch Społeczeństwa Alternatywnego i Federacja Anarchistyczna.

## Bracia polscy i ruch anarchistyczny podczas zaborów
Za prekursorów polskiego ruchu anarchistycznego można uznać ruch braci polskich (zwanych też arianami), działający w XVI wieku. Był to jeden z nurtów protestanckich o wyraźnie antypaństwowym, antywojennym i komunistycznym nastawieniu. Wśród arian znaleźć można było zarówno przedstawicieli plebsu, mieszczaństwa, jak i szlachty. Wyznawali zasadę braterstwa wszystkich ludzi. Odmawiali służby wojskowej i państwowej, potępiali karę śmierci, odrzucali też możliwość posiadania majątków ziemskich korzystających z pańszczyźnianej pracy chłopów.
Początków polskiego ruchu anarchistycznego można doszukiwać się też w kręgach dziewiętnastowiecznej radykalnej demokracji. Skłaniała się ona ku idei gminowładztwa, a więc samorządności gmin, łącząc demokratyczną wolność i równość z silną więzią moralną. Do zasad gminowładztwa nawiązywał przykładowo Joachim Lelewel. Również Towarzystwo Demokratyczne Polskie odwoływało się do tej idei. Na rozwój teorii gminowładztwa wpływ miały kontakty z europejskim anarchizmem. Polscy demokraci nie interesowali się wprawdzie zbytnio twórczością Proudhona, ale już poglądy słowianofila Michaiła Bakunina spotkały się z gorącym przyjęciem. Wielu polskich emigrantów trafiło do bakuninowskiego Stowarzyszenia Braci Międzynarodowych. Polscy zwolennicy anarchizmu próbowali łączyć tradycje gminowładztwa z nowymi formami działania (np. strajkiem).
W 1864 powstało Ognisko Republikanckie (Republikańskie) Polskie. Założone zostało przez gen. Józefa Hauke-Bosaka, Ludwika Bulewskiego i Leona Zienkowicza. Było ono polską sekcję Alliance Universelle Republicaine (Sojusz Powszechny Republikański), utworzonego przez Mazziniego.
W każdym z zaborów anarchizm przybierał nieco inny kształt. W dosyć liberalnym zaborze austriackim, gdzie dominowały tendencje reformistyczne, wśród anarchistów najbardziej popularny był anarchosyndykalizm. Inaczej sytuacja wyglądała w części rosyjskiej, gdzie możliwa była tylko walka rewolucyjna. W zaborze pruskim ruch socjalistyczny, a więc i anarchizm, mógł liczyć jedynie na niewielkie poparcie.
Daniel Grinberg wskazuje, że pierwszą znaną z nazwy polską grupą odwołującą się do anarchizmu było Towarzystwo Polskie Socjalno-Rewolucyjne, działające w 1872 w środowisku emigrantów polskich w Zurychu. Pod wpływem Bakunina przyjęło ono program anarchistyczny. Gdy jednak w organizacji pojawił się Józef Tokarzewicz, który ułożył nowy program, porzucona została idea o bezpaństwowym charakterze przyszłego społeczeństwa polskiego, obecna w wersji Bakunina.
Kolejną anarchizującą organizacją byli Wolni Bracia. Grupa ta funkcjonowała w 1897 w Galicji, wśród nauczycieli i gimnazjalistów krakowskich. Jej program, oprócz idei anarchistycznych, zawierał też wątki ludowe i narodowodemokratyczne. Wolni Bracia aprobowali terror indywidualny.
W 1903 w Białymstoku z inicjatywy żydowskich tkaczy powstała grupa anarchistyczna o nazwie Walka. Działacze Walki nawiązali kontakt z kółkami rosyjskiej organizacji Chleb i Wolność oraz zachodnioeuropejskimi grupami anarchistycznymi, organizującymi przerzut materiałów instruktażowych, pieniędzy i broni. Walka praktykowała terror ekonomiczny i agitowała wśród bezrobotnych regionu białostockiego. Największymi akcjami Walki były: udany atak na urząd powiatowy w Krynkach, gdzie anarchistom udało się zdobyć duże ilości blankietów paszportowych; postrzelenie szefa policji białostockiej; próbę zasztyletowania w 1904 fabrykanta Kogana zatrudniającego łamistrajków.

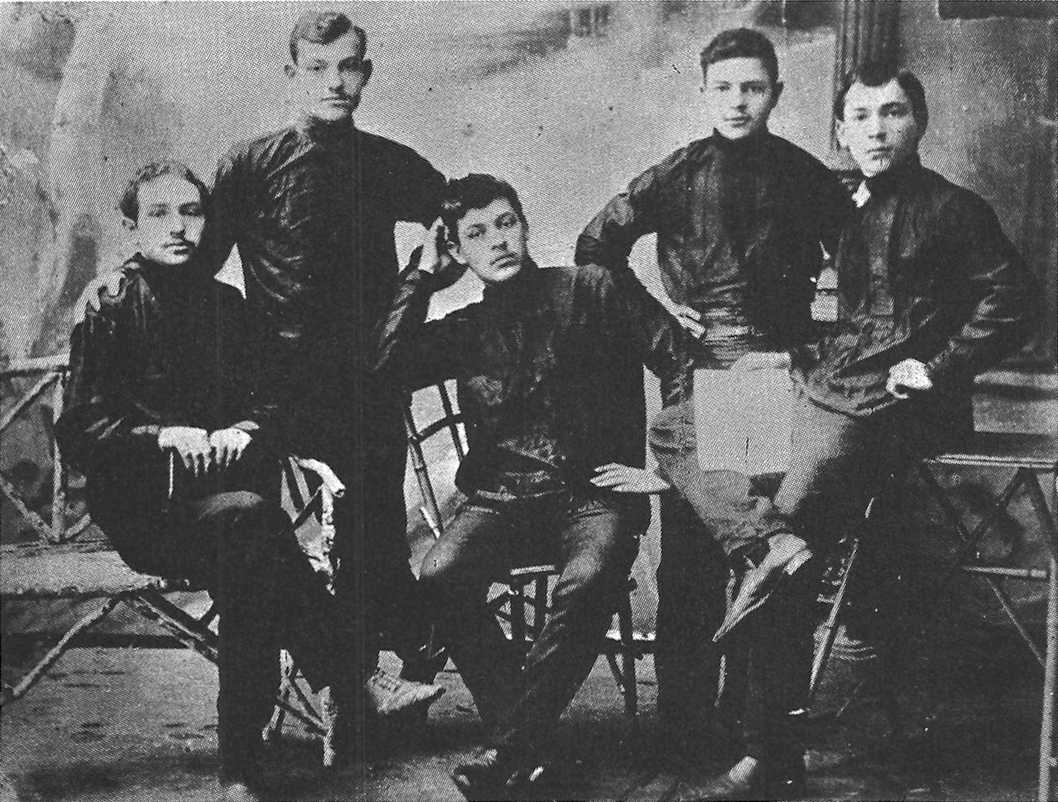
Spotkanie Czarnoznamieńców (1906).

Wraz z wybuchem rewolucji 1905 roku na ziemiach polskich zaczęły pojawiać się nowe grupy anarchistyczne. Tegoż roku założona została w Białymstoku przez Judę Grossmana-Roszczina organizacja anarchokomunistyczna o nazwie Czornoje Znamia (z ros. Czarny Sztandar). Grupy Czarnego Sztandaru liczyły w samym tylko Białymstoku według niektórych szacunków około 500 osób. W 1906 stworzyły one silną federację, w której składzie znaleźli się polscy i żydowscy tkacze, garbarze, kuśnierze, krawcy i stolarze. Czarnoznamieńcy – jak byli też nazywani – opowiadali się za terrorem ekonomicznym, a przede wszystkim za tzw. terrorem nieumotywowanym skierowanym we wszystkich przedstawicieli burżuazji. Czarny Sztandar działał też przykładowo w Wilnie.
W Warszawie w 1905 działała około 120 osobowa grupa o nazwie Międzynarodówka. Organizacja ta ogłosiła manifest wzywający do strajku powszechnego, prowadziła agitację wśród warszawskich robotników, organizowała sabotaż, podpalała piekarnie, aby rozdać następnie chleb najuboższym. W tym samym roku działała też Warszawska Grupa Anarchistów-Komunistów „Internacjonał”, która dokonywała zamachów bombowych i wymuszała pieniądze od bogatych przedsiębiorców. Grupa „Internacjonał” prowadziła też ożywioną działalność propagandową. W jednej z jej odezw czytamy:

Naprzód bracia, do wielkiej walki, której tak boją się wszyscy tyrani, naprzód ku anarchistycznemu komunizmowi i rewolucji socjalnej! Śmierć tyranom i burżuazji! Śmierć rozlicznym właścicielom i dyktatorom! Precz z własnością prywatną i jej obrońcami demokratami! Niech żyje solidarność walki klasowej proletariatu! Niech żyje rewolucja socjalna! Niech żyje anarchistyczny komunizm!

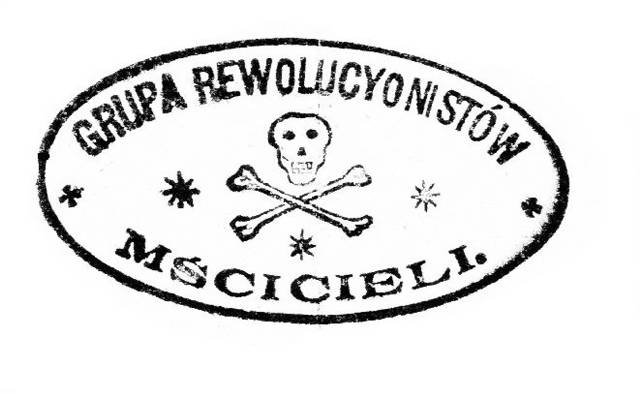
Pieczęć stosowana przez Grupę Rewolucjonistów Mścicieli.

W następnych latach sławę zyskały sobie dwie organizacje: Zmowa Robotnicza i Grupa Rewolucjonistów Mścicieli. Pierwsza odwoływała się do poglądów Jana Wacława Machajskiego. Uważał on, że robotnikom nie powinno zależeć na tworzeniu własnych partii politycznych, w których program narzucony jest przez inteligentów, ale na walce ekonomicznej, która ma doprowadzić do zrównania płac pracowników fizycznych i umysłowych. Cel ten – zdaniem Machajskiego – może zostać osiągnięty jedynie dzięki ogólnoświatowej Zmowie Robotniczej, która byłaby w stanie doprowadzić do strajku powszechnego. W związku z niepowodzeniami w zakładaniu komórek Zmowy na terenie Królestwa Polskiego, Machajski przeniósł się do Galicji. Na skutek kampanii oszczerstw przeprowadzonej przez socjalistów przeciw Zmowie, Machajski dostał się do więzienia. Dzięki wstawiennictwu m.in. Stefana Żeromskiego uniknął przekazania w ręce Rosjan i zesłania.
Grupa Rewolucjonistów Mścicieli to działająca w Łodzi organizacja rekrutująca się głównie z byłych członków Organizacji Bojowej Polskiej Partii Socjalistycznej. Grupa ta odwoływała się do metod terrorystycznych, praktykowała ekspropriacje. W programie grupy czytamy:

Nasza organizacja jest organizacją terrorystyczno-polityczno-ekonomiczną, która walczy o wolność i uwolnienie klasy robotniczej spod burżuazyjnego i rządowego jarzma. Nasza organizacja popiera polityczny i ekonomiczny terror w szerokim rozumieniu, zarówno przeciwko rządowi, jak i wywłaszczenie burżuazji.

W zaborze austriackim działalność prowadził były socjalista Augustyn Wróblewski. Stworzył w Krakowie grupę, której organem prasowym było czasopismo „Sprawa Robotnicza” o charakterze anarchosyndykalistycznym. Galicyjski ruch anarchosyndykalistyczny nigdy jednak znacząco się nie rozwinął.
O ile działające na ziemiach polskich grupy skłaniały się często ku terrorowi, polscy myśliciele kojarzeni z anarchizmem opowiadali się raczej za rozwiązaniami pokojowymi i bardziej konstruktywnymi. Poza Machajskim, który „był raczej zbuntowanym marksistą niż anarchistą sensu stricto”, należy wspomnieć o Edwardzie Abramowskim, Augustynie Wróblewskim i Józefie Zielińskim.

## Ruch anarchistyczny w II Rzeczypospolitej

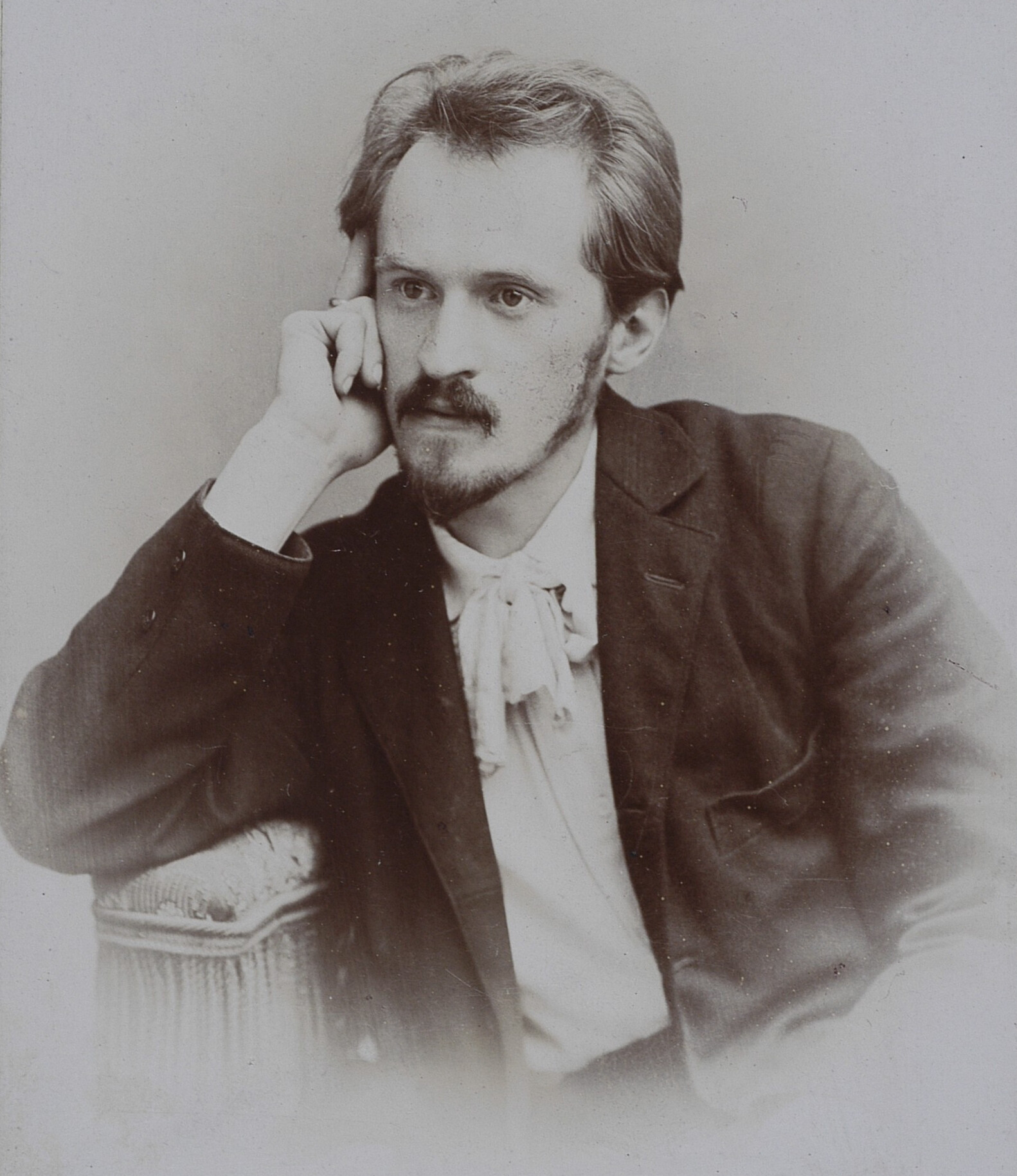
Edward Abramowski w 1886

Wraz z odzyskaniem niepodległości przez Polskę, co było w dużej mierze dziełem socjalistów, anarchiści znaleźli się w trudnej sytuacji. Wspólny sprzeciw anarchistów i komunistów wobec polityki socjalistów i Piłsudskiego pchnął obie grupy ku sobie. Gdy jednak ruch anarchistyczny poróżnił się z III Międzynarodówką, polskie grupy anarchistyczne także zerwały kontakty z partią komunistyczną. Anarchiści byli jedyną lewicową formacją, która potępiła zamach majowy, a każdy rząd po 1926 określała mianem faszystowskiego.
W 1926 powstała Anarchistyczna Federacja Polski (AFP). Organizacja ta działała w konspiracji aż do wybuchu II wojny światowej, gdyż za samo propagowanie anarchizmu karano wtedy kilkuletnim więzieniem. AFP została utworzona przez grupę młodzieży syjonistycznej, która połączyła się z grupą warszawskich robotników drzewnych, którzy wcześniej należeli do Socjaldemokracji Królestwa Polskiego i Litwy. Organizacja działała m.in. w Warszawie, Łodzi, Krakowie, Częstochowie i Tarnowie. AFP brała udział w strajkach i demonstracjach. Wydawała początkowo „Głos Anarchisty”, a od 1931 „Walkę Klas”.
Z powodu represji występowała też emigracja polityczna. W 1923 grupa anarchistów wyemigrowała do Paryża, gdzie założyła Grupę Anarchistów Polskich we Francji oraz wydawnictwo „Nowa Epoka”, publikujące autorów anarchistycznych, m.in. Rudolfa Rockera czy Aleksandra Berkmana. Opublikowane teksty przemycano następnie do Polski.

W 1936 anarchistom udało się uzyskać ideowy wpływ na Związek Związków Zawodowych (ZZZ) – zaczęli nadawać mu anarchosyndykalistyczny charakter, ale ich wysiłki przerwał wybuch II wojny światowej. Głównym działaczem anarchistycznym w ZZZ był Tomasz Pilarski.

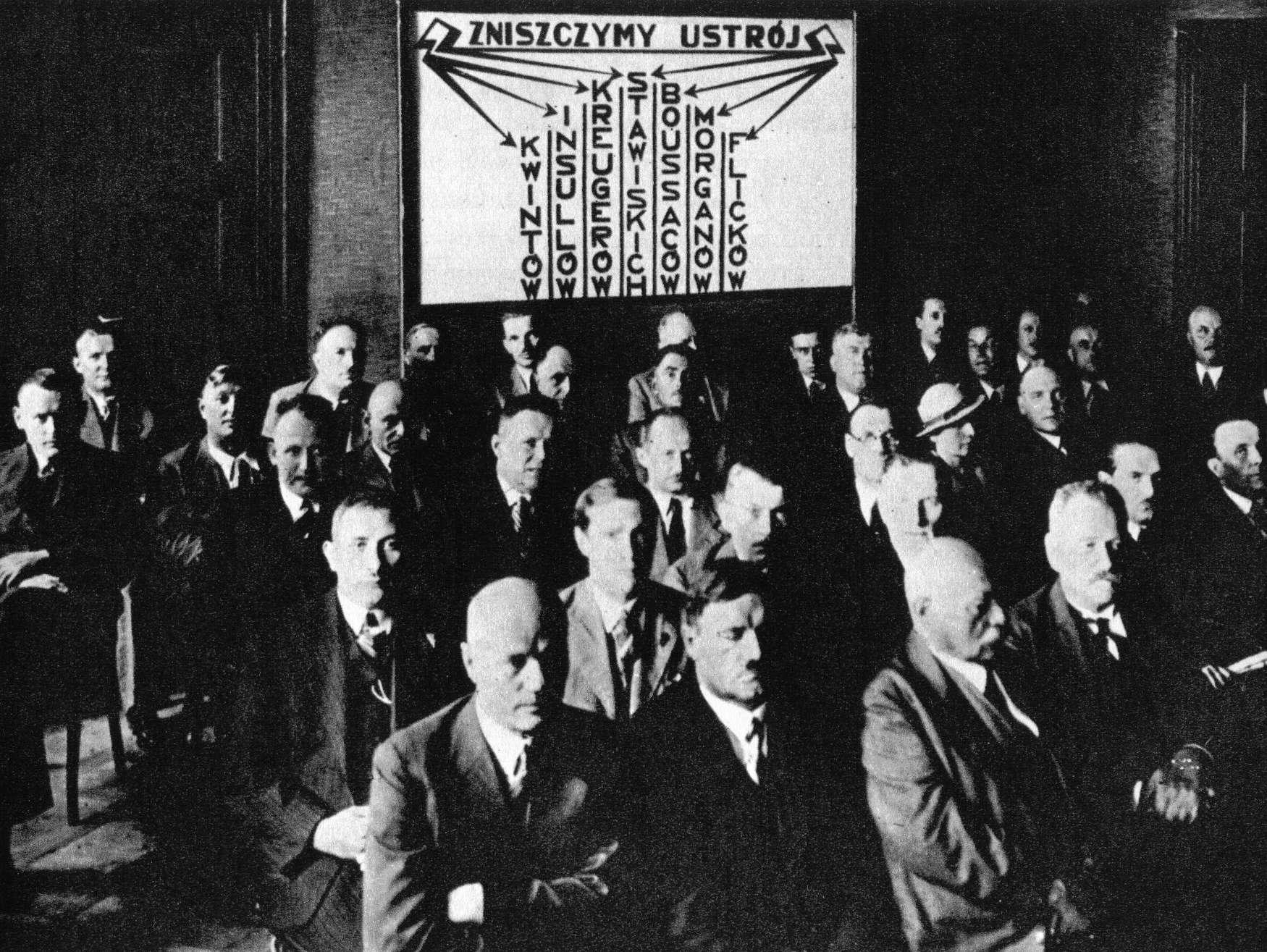
Posiedzenie kierownictwa Związku Związków Zawodowych w 1935.

W październiku 1939 powstał w Warszawie Związek Syndykalistów Polskich (ZSP). W 1939 występował pod nazwą Związek „Wolność i Lud”. ZSP odżegnywał się od anarchizmu i reprezentował tzw. polską odmianę syndykalizmu – akceptował instytucję państwa uspołecznionego. Organizacja prowadziła działalność samopomocową, wydawniczą i wojskową. Oddziały ZSP walczyły w powstaniu warszawskim (104 Kompania Syndykalistów), w Puszczy Kampinoskiej, w rejonie Magnuszewa oraz w regionie sandomiersko-opatowskim. ZSP współtworzył Radę Pomocy Żydom – Żegota. Ostatnie zebranie kierownictwa ZSP odbyło się w styczniu 1945 w Brwinowie pod Warszawą. W 1940 w Warszawie powstała Syndykalistyczna Organizacja „Wolność” (SOWa). Utworzona została na bazie anarchosyndykalistów z ZZZ oraz części Związku Polskiej Młodzieży Demokratycznej. W 1941 przystąpił do SOW-y Polski Związek Walki o Wolność Narodów. SOWa krytykowała tzw. polską odmianę syndykalizmu, którą propagował ZSP. Syndykalistyczna Organizacja „Wolność” opowiadała się za powstaniem Rzeczypospolitej Społecznej – oddolnej federacji samorządów pracowniczych i lokalnych. SOWa była aktywna w Warszawie, Ursusie, Kielcach, Skarżysku, Jędrzejowie i Krakowie. Organizacja zakończyła działalność po upadku powstania warszawskiego. Z SOW-ą współpracowali przedwojenni działacze AFP: Paweł Lew Marek, Konrad Świerczyński, Stefan Julian Rosłoniec.

## Lata 1945–1980
Po zakończeniu II wojny światowej AFP została reaktywowana pod nazwą Federacja Polskich Anarchosyndykalistów (FPAS). Organizacja ta dokonała jednak samorozwiązania na początku lat pięćdziesiątych. W 1946 w Łodzi powstała, założona przez anarchistów, spółdzielnia wydawnicza „Słowo”. Z powodu likwidacji spółdzielczości niezależnej od partii komunistycznej zakończyła działalność 1 września 1949.
Anarchizm miał w Polsce swoich zwolenników też w latach sześćdziesiątych. Wątki anarchistyczne były obecne głównie w środowisku artystycznym – przykładowo w działalności Henryka Stażewskiego, Akademii Ruchu, Teatru Ósmego Dnia.

## Anarchizm po roku 1980

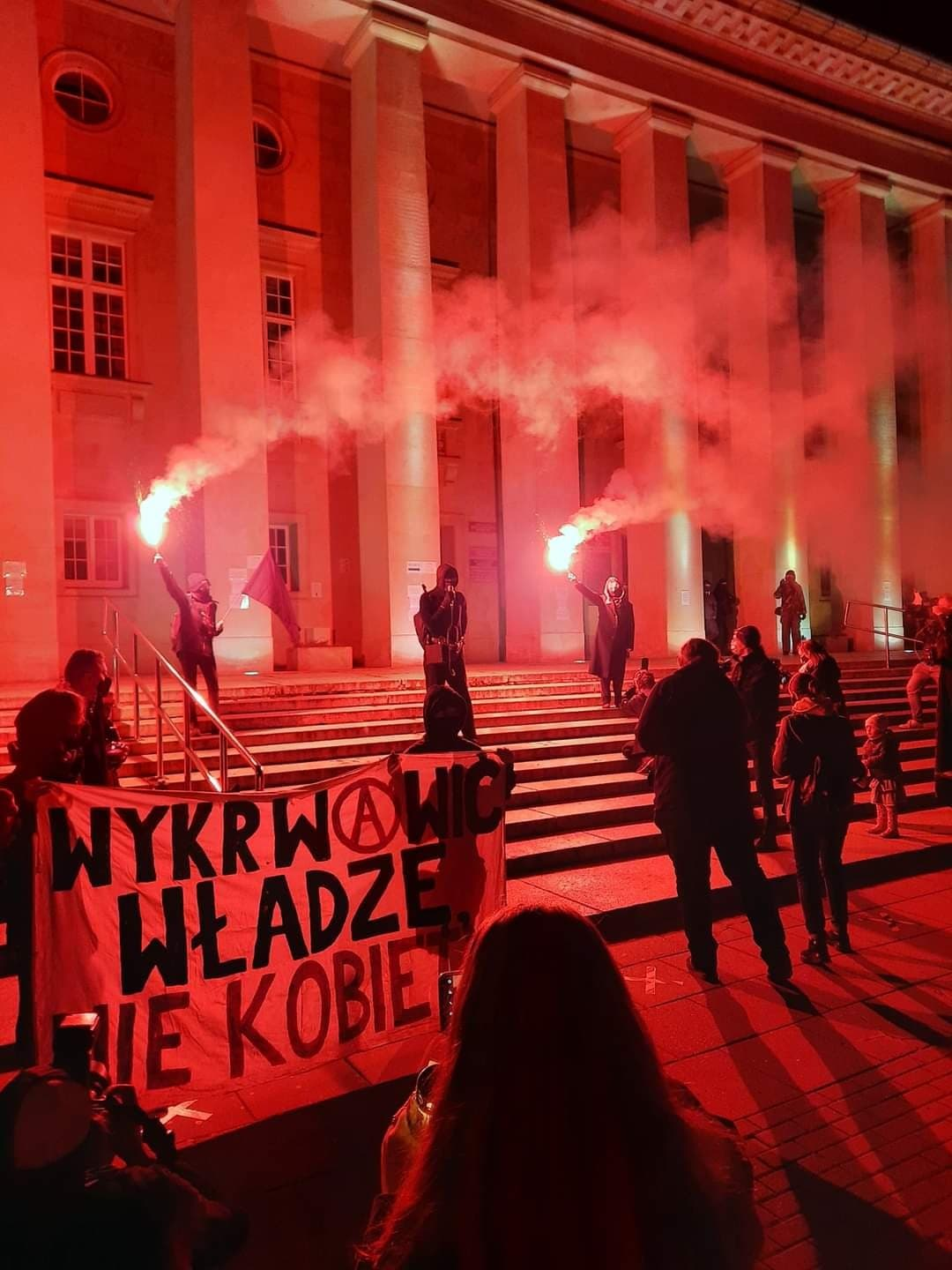
Anarchistki podczas Marszu Tysiąca Zniczy przed budynkiem Urzędu Wojewódzkiego we Wrocławiu, 3 listopada 2020.

Władzom odwołującym się do marksizmu, anarchizm nie był ideologicznie bliski. Represje ze strony aparatu władzy były jednym z istotniejszych powodów, dlaczego anarchiści nie rozwinęli swojej działalności na gruncie politycznym. Na szeroką skalę ruch anarchistyczny w Polsce zaczął kształtować się dopiero w latach osiemdziesiątych XX wieku, na fali protestów społecznych. Często podkreśla się rolę kontrkultury i subkultury punk w reaktywacji ruchu anarchistycznego w Polsce.
Grupą, która pierwszy raz nawiązała do anarchizmu, był Ruch Społeczeństwa Alternatywnego (RSA). Za jej symboliczny początek uznaje się czerwiec 1983. RSA była jedną z wielu grup opozycyjnych do ówczesnych władz.
Pod koniec lat osiemdziesiątych, m.in. z inicjatywy RSA, powstała Międzymiastówka Anarchistyczna, która z czasem przekształciła się w Federację Anarchistyczną (FA). Aktualnie FA posiada oddziały w wielu polskich miastach, m.in. Warszawie, Poznaniu, Łodzi, Rzeszowie, Krakowie czy Wrocławiu.
W Poznaniu działa Oficyna Wydawnicza Bractwa „Trojka”, która związana jest z poznańską sekcją FA i squatem Rozbrat. Historia Oficyny Bractwa „Trojka” sięga 1994, która powstała by popularyzować myśl anarchistyczną. „Trojka” wydawała początkowo niewielkie broszury, natomiast obecnie prowadzi dystrybucję publikacji własnych oraz innych wydawnictw. Wśród publikacji „Trojki” znajdują się zarówno dzieła klasyków anarchizmu, jak i książki napisane przez współczesnych autorów.
Po 1980 powstało również wiele grup niezwiązanych z RSA i FA, np.: Grupa Anarchistyczna Solidarność, Czarna Galicja, Komuna Otwock, SKA/Kolektyw Autonomistów-Toruń, Anarchokomunistyczna Organizacja Platform czy stosunkowo młode, jak Spółdzielnia Praktyk Wywrotowych (SPW) czy Kolektyw Syrena. Współcześnie do anarchizmu odwołują też się m.in.: Inicjatywa Pracownicza, Lewicowa Alternatywa, Stowarzyszenie „Wolność-Równość-Solidarność”, Związek Syndykalistów Polski.

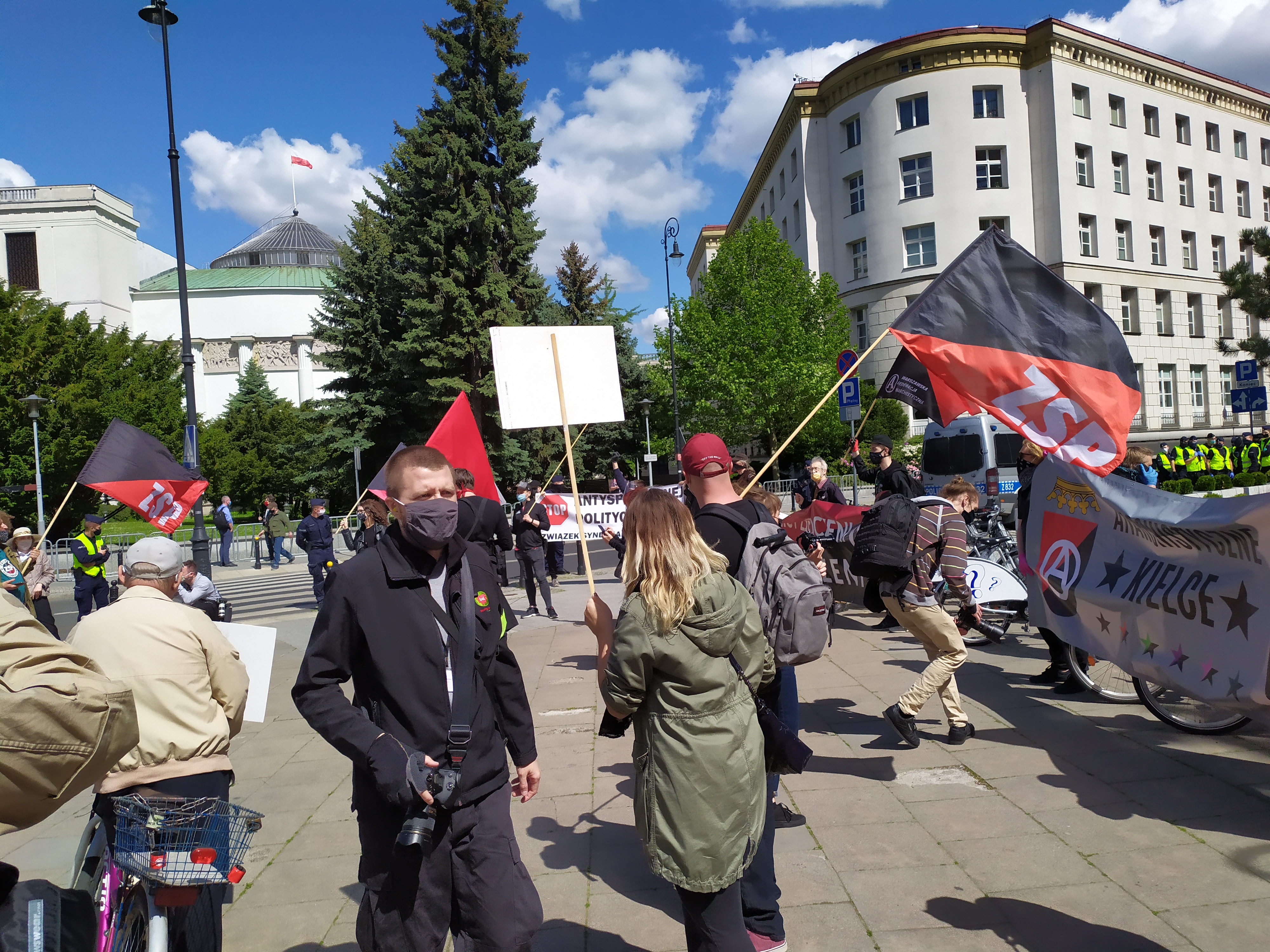
Demonstracja anarchistyczna w Warszawie w 2020. Na zdjęciu widoczne flagi Związku Syndykalistów Polski.

Grupą, która otwarcie uformowała się w opozycji do środowiska FA i RSA był Ludowy Front Wyzwolenia, którego członkowie uznając pokojowe metody walki za nieefektywne, postulowali przejście do działań akcji bezpośredniej z użyciem przemocy. W 1991 grupa ta podpaliła między innymi radziecki konsulat w Trójmieście w odpowiedzi na zamordowanie przez KGB rosyjskiego anarchisty Piotra Siudy. Pojawienie się LFW stanowiło pierwszą od czasów przedwojennych próbę reaktywacji zbrojnych działań ze strony ruchu anarchistycznego.
Współcześnie, do najbardziej radykalnych form działania odwołują się portale internetowe Grecja w Ogniu (również nieformalne wydawnictwo), a także Czarna Teoria. W publikowanych treściach wyrażają niekiedy swoje poparcie dla ideologii insurekcjonizmu.

### Baza społeczna polskiego ruchu anarchistycznego

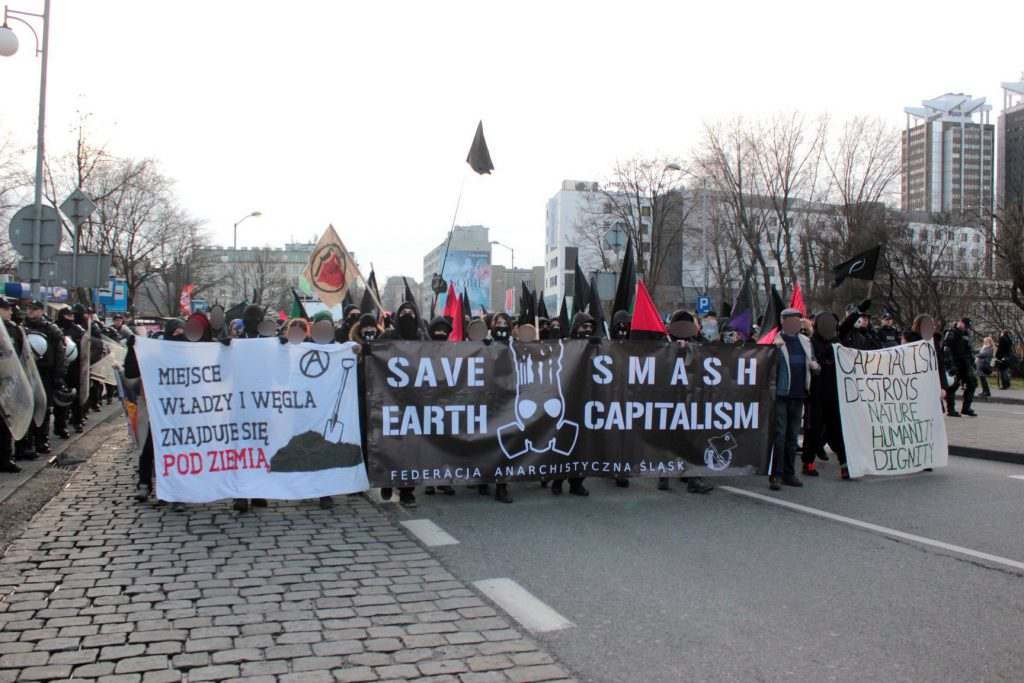
Marsz dla Klimatu 8 grudnia 2018 w Katowicach.

W latach osiemdziesiątych XX wieku uczestnikami ruchu anarchistycznego byli młodzi ludzie ze środowisk robotniczych. Janusz Waluszko, jeden z głównych działaczy Ruchu Społeczeństwa Alternatywnego, twierdził, że „w starym RSA” działała młodzież w wieku od piętnastu do dwudziestu lat, uczęszczająca do szkół średnich, po których zakończeniu jedynie nieliczni podejmowali dalszą naukę. W innych miastach Polski wśród anarchistów dominowali studenci kierunków humanistycznych.
W latach dziewięćdziesiątych sytuacja się zmieniła. Jak wynika z badań przeprowadzonych w 1996 wśród uczestników polskiego ruchu anarchistycznego, większość z nich wywodziła się z rodzin inteligenckich – na 35 badanych 13 respondentów posiadało oboje rodziców z wyższym wykształceniem; tyle samo badanych deklarowało wyższe wykształcenie jednego oraz średnie wykształcenie drugiego rodzica. Uczestnicy ruchu anarchistycznego pochodzą z terenów o dużym stopniu urbanizacji. Wśród anarchistów brakuje natomiast mieszkańców małych miast i wsi. W pierwszych latach XXI w. anarchizm miał pozostawać nadal zjawiskiem młodzieżowym.

### Teksty źródłowe
- Ognisko Republikanckie Polskie: Do braci Polaków (1867)
- Józef Zieliński: Czy w Polsce anarchizm ma rację bytu? (1906)
- „Najmita”: Syndykalizm rewolucyjny (1914)
- Deklaracja Anarchistycznej Federacji Polski (1929)